# Tabanus congoicola
Tabanus congoicola är en tvåvingeart som beskrevs av Joseph Charles Bequaert 1930. Tabanus congoicola ingår i släktet Tabanus och familjen bromsar. Inga underarter finns listade i Catalogue of Life.